# Helge Letonja
Helge Letonja (* 1970 in Leoben, Österreich) ist ein österreichischer Choreograph.

## Leben und Wirken
Letonja studierte Tanz an der Musikhochschule Frankfurt am Main, der Amsterdamse Hogeschool voor de Kunsten sowie in New York bei Erick Hawkins und Alvin Ailey. Es folgten Engagements als Tänzer an der Oper Graz, bei Montréal Danse in Kanada, und bei Jan Fabre in Belgien. Am Theater Bremen arbeitete er mit Susanne Linke und Urs Dietrich zusammen. Dort schuf er auch seine ersten Choreografien. 1996 gründete er in Bremen das steptext dance project, das er seitdem leitet und seit 2003 in der Schwankhalle ansässig ist. Mit seinen häufig in interdisziplinärer und transkultureller Zusammenarbeit gestalteten Tanzproduktionen unternahm er internationale Tourneen. 2019 gründete Letonja gemeinsam mit Felix Landerer die Tanzcompagnie Of Curious Nature, deren künstlerischer Leiter er seit 2022 ist.
Zudem arbeitete Letonja seit dem Jahr 2000 als Choreograph für Musiktheaterproduktionen von Opernhäusern, zum Beispiel am Opernhaus Zürich, am Staatstheater Nürnberg sowie am Saarländischen Staatstheater mit zum Beispiel der europäischen Erstaufführung der Oper Der erste Kaiser von Tan Dun. Weitere Engagements führten ihn an das New National Theatre in Tokyo (La Traviata), an die Semperoper Dresden, an die Opéra national du Rhin, zu den Salzburger Festspielen (Iphigénie en Tauride) sowie die  Osterfestspielen Salzburg (Otello).
2011 begann seine Zusammenarbeit mit dem französischen Opernregisseurs Vincent Boussard an der Berliner Staatsoper mit der Aufführung von Leonard Bernsteins Oper Candide im Schillertheater und wurde 2014 mit Aufstieg und Fall der Stadt Mahagonny von Kurt Weill fortgesetzt. Candide wurde, ebenfalls unter der Regie von Boussard, 2022 an der Opéra de Lausanne aufgeführt.
Letonja wirkt in Bremen sowie bundesweit als Vorstand im Dachverband Tanz. Außerdem konzipierte Fortbildungs-, Kooperations- und Festivalformate, so zum Beispiel das EU-Projekt KorresponDance Europe, und Festivals wie Africtions – captured by dance oder Xtra frei.

## Auszeichnungen
- 2010: Konzeptionsförderung des Fonds Darstellende Künste e. V. für die Tanztrilogie DisPLACING Future[8]
- 2014: Nominierung für den Tabori Preis mit dem steptext dance project[2]
- 2016: Bremer Diversity Preis für das steptext dance project[9]